# Гордон (Техас)
Гордон (англ. Gordon) — місто (англ. city) в США, в окрузі Пало-Пінто штату Техас. Населення — 470 осіб (2020).

## Географія
Гордон розташований за координатами 32°32′41″ пн. ш. 98°22′4″ зх. д. / 32.54472° пн. ш. 98.36778° зх. д. (32.544804, -98.367781).  За даними Бюро перепису населення США в 2010 році місто мало площу 2,51 км², з яких 2,51 км² — суходіл та 0,00 км² — водойми.

## Демографія
Згідно з переписом 2010 року, у місті мешкало 478 осіб у 202 домогосподарствах у складі 136 родин. Густота населення становила 190 осіб/км².  Було 248 помешкань (99/км²).
Расовий склад населення:
| - 94,6 % — білих - 1,0 % — азіатів - 0,8 % — корінних американців - 2,3 % — осіб інших рас |

До двох чи більше рас належало 1,3 %. Частка іспаномовних становила 5,6 % від усіх жителів.
За віковим діапазоном населення розподілялося таким чином: 25,5 % — особи молодші 18 років, 55,7 % — особи у віці 18—64 років, 18,8 % — особи у віці 65 років та старші. Медіана віку мешканця становила 41,5 року. На 100 осіб жіночої статі у місті припадало 85,3 чоловіків;  на 100 жінок у віці від 18 років та старших — 81,6 чоловіків також старших 18 років.
Середній дохід на одне домашнє господарство  становив 54 374 долари США (медіана — 35 069), а середній дохід на одну сім'ю — 61 250 доларів (медіана — 50 250). За межею бідності перебувало 10,4 % осіб, у тому числі 8,1 % дітей у віці до 18 років та 8,3 % осіб у віці 65 років та старших.
Цивільне працевлаштоване населення становило 196 осіб. Основні галузі зайнятості: освіта, охорона здоров'я та соціальна допомога — 23,5 %, мистецтво, розваги та відпочинок — 15,8 %, сільське господарство, лісництво, риболовля — 10,7 %, роздрібна торгівля — 8,7 %.